# الخميس الأسود (2020)
الخميس الأسود 2020 كان انهياراً في سوق الأسهم العالمية في 12 مارس 2020 كجزء من انهيار سوق الأسهم الأكبر في 2020، حيث عانت أسواق الأسهم العالمية من أكبر انخفاض في يوم واحد منذ انهيار سوق الأسهم عام 1987، وكان سوق الأسهم قد أنهار قبل ثلاثة أيام في الاثنين الأسود 2020 وتعود الأسباب إلى تفشي فيروس كورونا وانعدام ثقة المستثمرين وحظر السفر الذي فرضته إدارة ترامب على الدول الأوروبية.

### العنوان الرئاسي للولايات المتحدة

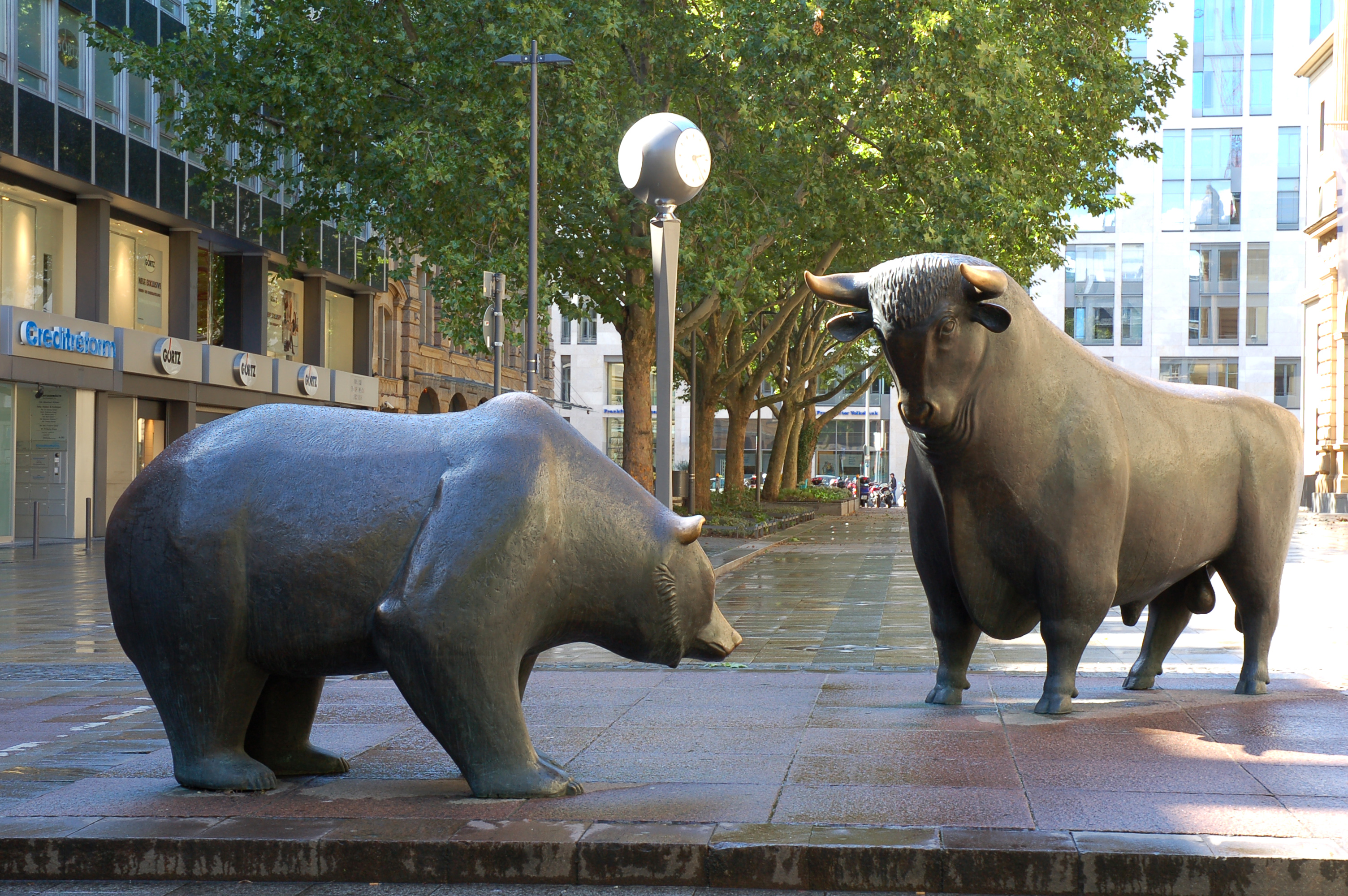
في 11 مارس 2020 أنهى مؤشر داو جونز الصناعي صعودة المستمر لـ 11 عامًا ودخل السوق الهابطة، في الصورة تماثيل رمزية من بورصة فرانكفورت.

## الانهيار

### الولايات المتحدة
| مرتبة | تاريخ          | الإغلاق   | التغير     | التغير | المرجع |
| مرتبة | تاريخ          | الإغلاق   | Net        | ٪      | المرجع |
| ----- | -------------- | --------- | ---------- | ------ | ------ |
| 1     | الخميس الأسود  | 21,200.62 | 352,352.62 | .010.0 | [ 4 ]  |
| 2     | الاثنين الاسود | 23851.02  | 012,013.76 | −7.8   | [ 5 ]  |
| 3     | 2020-03-11     | 23553.22  | 461,464.94 | −5.9   | [ 6 ]  |
| 4     | 2020-02-27     | 25766.64  | 11,190.95  | −4.4   | [ 7 ]  |
| 5     | 2018-02-05     | 24,345.75 | 11,175.21  | −4.6   | [ 8 ]  |